# باولوس باول
باولوس باول هو سياسي أمريكي، ولد في 1809 في مقاطعة أمهيرست في الولايات المتحدة، وتوفي في 10 يونيو 1874 في أمهيرست في الولايات المتحدة. نشط حزبياً في الحزب الديمقراطي. وقد انتخب عضو مجلس نواب الولايات المتحدة عن ولاية فرجينيا ‏ وانتخب عضو مجلس النواب الأمريكي ‏.